# Даган, Авиад
Авиа́д Дага́н (ивр. אביעד דגן‎; полное имя: Авиад Даган Райс (ивр. אביעד דגן רייס‎), род. 17 июня 1973, Рамат-Ган, Израиль) — генерал-майор Армии обороны Израиля, нынешний глава Управления информационных технологий, коммуникаций и кибернетической обороны Генерального штаба Армии обороны Израиля.

## Биография
Авиад Даган родился и вырос на стыке городов Рамат-Ган и Бней-Брак в семье Рафаэля и Мирьям Даган Райс. Учился в средней школе «АМИТ Бар Илан» в Рамат-Гане.

### Военная карьера
В 1991 году был призван на службу в Армии обороны Израиля. Изначально Даган хотел поступить на службу в спецподразделении ВМС «Шайетет 13» или спецподразделении Управления разведки «Сайерет Маткаль», однако получил приглашение на курс лётчиков ВВС и решил откликнуться на приглашение с намерением в дальнейшем всё же перейти на службу в спецподразделение. В ходе курса лётчиков был переведён на направление штурманов, но, несмотря на разочарование, продолжил курс и закончил его. По окончании курса служил в 105-й эскадрилье истребителей F-16C/D, где отвечал за введение в эксплуатацию крылатых ракет «Далила». С целью изучения ракеты принимал участие также в вылетах на истребителях Phantom 107-й эскадрильи.
В 1998 году завершил военную службу и вышел в запас. В рамках резервистской службы служил в 105-й эскадрилье, а также входил в команду по воссозданию 119-й эскадрильи в качестве эскадрильи истребителей F-16I.
В рамках гражданской карьеры после выхода в запас из армии Даган занялся деятельностью технологических стартап-компаний. Начал работу в компании VPS, занимавшейся разработкой технологического решения по оплате парковки, в 2001 году стал менеджером по продукту компании StoreAge. В 2004 году вошёл в число учредителей компании Pango, разработавшей мобильное приложение для оплаты парковки.
В 2005 году вернулся на службу в армии в должности 1-го заместителя 253-й эскадрильи истребителей F-16I, в этой должности принял участие в первом боевом применении данной модели истребителя в секторе Газа, а также принимал активное участие во Второй ливанской войне в 2006 году и в авианалёте на сирийский ядерный реактор в 2007 году
Затем служил главой секции глубины в Оперативном департаменте ВВС, после чего в течение года находился на учёбе в Колледже полевого и штабного командного состава. В 2009 году стал представителем ВВС в Северном военном округе и главой северного сектора в Подразделение взаимодействия ВВС.
С 2010 по 2013 год возглавлял 201-й эскадрилью истребителей F-16I; командовал эскадрильей, помимо прочего, в ходе атаки конвоя с оружием, предназначенным для организации «Хезболла», в мухафазе Дамаск в Сирии 31 января 2013 года.
В 2013 году был назначен командиром Подразделения взаимодействия ВВС, в этой должности курировал процесс по укреплению взаимодействия между сухопутными войсками и ВВС, утвердив вопреки принятому ранее использование боевых вертолётов в рамках наземных боевых действий в ходе операции «Нерушимая скала». В 2014 году стал главой Департамента взаимодействия в Управлении штаба ВВС. В дальнейшем предполагалось назначение Дагана командиром базы ВВС «Хацор», однако Командующий ВВС решил отменить назначение и возложить на Дагана задачу учреждения оперативного штаба разведки и ведения огня в Северном военном округе, и Даган приступил к этой должности в декабре 2015 года. По окончании должности выехал на учёбу в Университете национальной безопасности в Вашингтоне, США.
6 августа 2018 года вступил на должность командира базы ВВС «Хацерим». Командовал базой в ходе операции «Страж стен» в секторе Газа, в том числе лично участвуя в боевых вылетах с целью бомбардировок целей противника. Окончил службу на данной должности 30 августа 2021 года.
30 сентября 2021 года возглавил Администрацию цифровой трансформации в Управлении информационных технологий, коммуникаций и кибернетической обороны Генштаба.
В ходе начавшейся в октябре 2023 года войны в Газе Даган принял участие в боевых действиях в качестве штурмана в 201-й эскадрилье.
2 мая 2024 года было опубликовано решение министра обороны Йоава Галанта и Начальника Генштаба генерал-лейтенанта Херци Ха-Леви назначить Дагана на должность главы Управления информационных технологий, коммуникаций и кибернетической обороны Генерального штаба Армии обороны Израиля. 29 августа 2024 года Дагану было присвоено звание генерал-майора (алуф) накануне грядущего назначения.
26 октября 2024 года в качестве боевого пилота принял участие в ударе Израиля по Ирану.
28 октября 2024 года вступил на должность главы Управления информационных технологий, коммуникаций и кибернетической обороны Генерального штаба Армии обороны Израиля, сменив на посту генерал-майора Эрана Нива.
В июне 2025 года в качестве боевого пилота принял участия в авиационных ударах по целям в Иране в рамках Ирано-израильской войны.

### Образование и личная жизнь
Даган обладает степенью бакалавра Университета имени Бар-Илана (в области информатики), степень магистра Университета имени Бар-Илана (в области юриспруденции) и степенью магистра Университета национальной безопасности в Вашингтоне, США (в области национальной безопасности).
Женат на Ронит Даган, отец четырёх детей.